# Visitation de Limoges
Pour les articles homonymes, voir Couvent de la Visitation.
La caserne de la Visitation est une ancienne caserne militaire de Limoges. Elle accueille depuis 2011 les services du Conseil départemental de la Haute-Vienne.

## Histoire

### Création

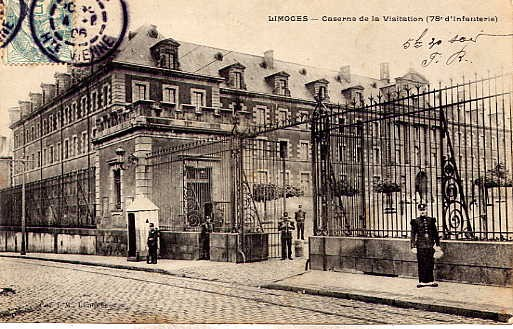
La caserne, du temps de son affectation militaire.

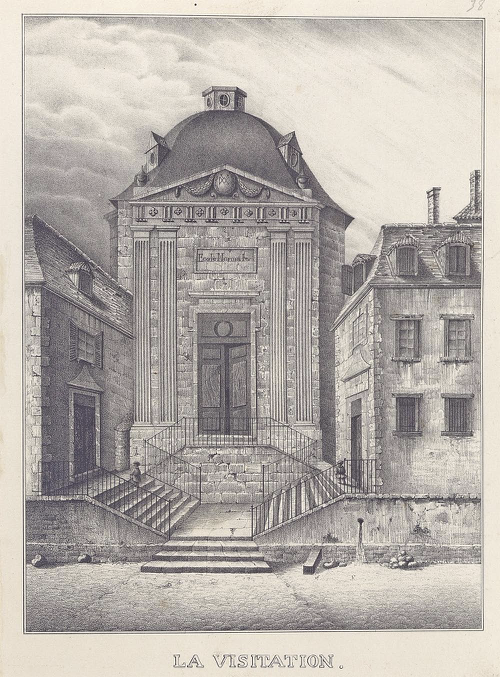
La chapelle en 1837.

Dans la seconde moitié du XVIIe siècle, Limoges se peuple de nombreuses communautés issues de la Réforme catholique.
Le 28 décembre 1643, Françoise-Gabrielle de Douhet, religieuse visitandine (ordre religieux contemplatif féminin) de La Châtre en Berry, arrive à Limoges, accompagnée de six de ses consœurs. Ces sept religieuses visitandines, appartenant à la congrégation Sainte-Marie d'Annecy, forment le premier institut visitandin de Limoges dans de simples maisons d'habitation, en bordure d'un faubourg de la route de Paris (actuelle rue François Chénieux).
Entre 1650 et 1665, les bâtiments conventuels prennent progressivement de l'ampleur, au centre de l'enclos s'élèvent une chapelle et un corps-de-logis. Entre 1668 et 1680, une campagne importante de travaux est lancée. Un nouveau corps-de-logis est édifié, un vaste cloître est aménagé et des améliorations sont apportées aux bâtiments existants.

### Remaniement auXVIIIesiècle
Une nouvelle phase de travaux a été entreprise vers 1775 par l'architecte Brousseau. Cet architecte limousin a conçu, entre autres, les plans du château de Sainte-Feyre (Creuse), du palais de l'Évêché de Limoges, la façade de l'ancien collège des Jésuites devenu lycée Gay-Lussac. L'ancien oratoire est rasé, une partie seulement des bâtiments les plus anciens est intégrée dans le projet de cette fin du XVIIIe siècle. Ainsi, la partie sud-est assez désorganisée se voit entièrement remodelée par Brousseau. La nouvelle église ne se détache plus des bâtiments conventuels, mais se trouve intégrée aux corps-de-logis.
Les religieuses sont chassées par la Révolution. Le couvent est transformé en caserne.

### L'aménagement du nouvel Hôtel du Département

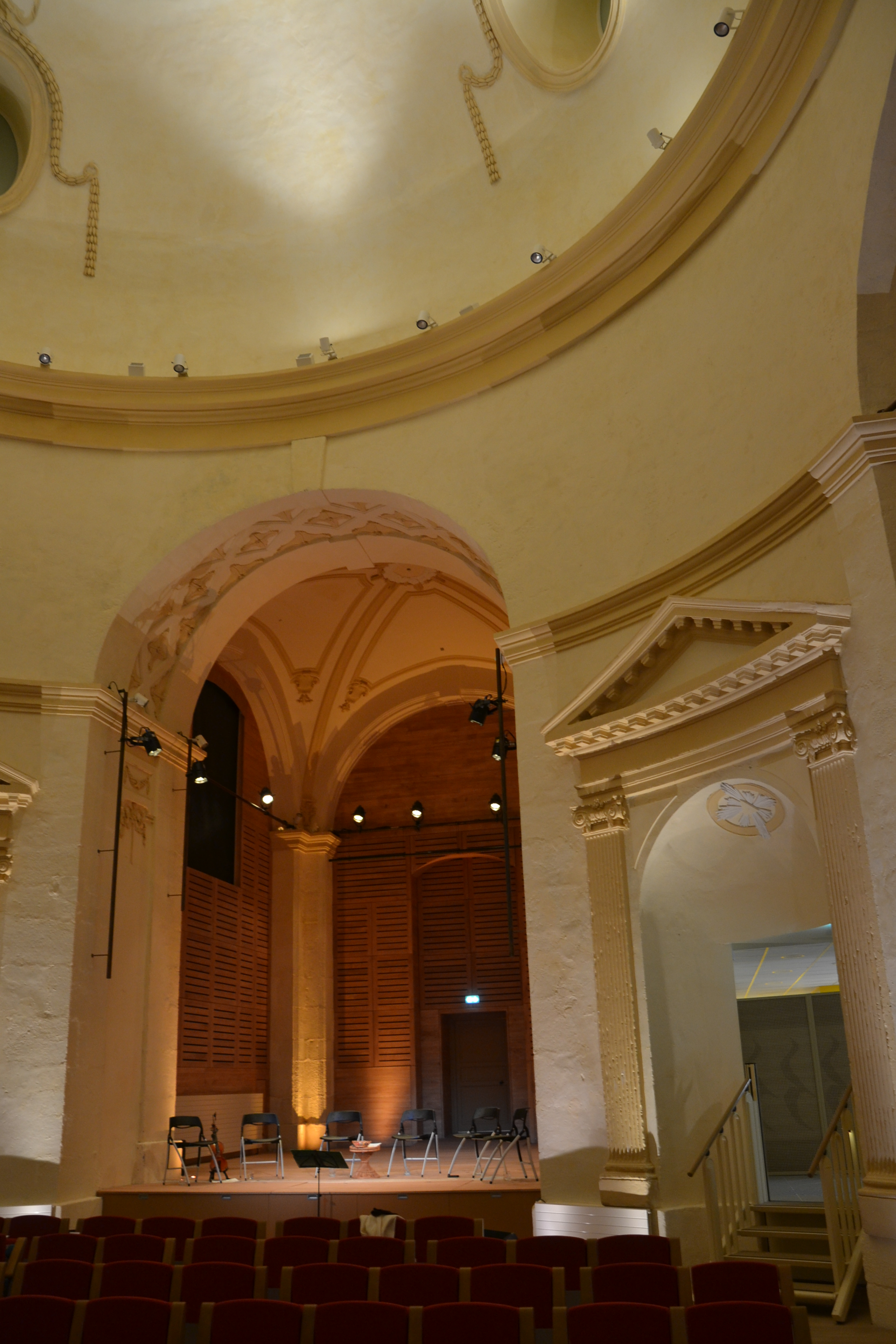
Vue intérieure de la chapelle après rénovation, début 2017.

Dans l'optique d'y installer ses services, jusqu'alors éclatés en plusieurs sites, dont le principal est partagé avec les services préfectoraux, le Département de la Haute-Vienne est propriétaire de l'ensemble des lieux depuis 2006. La Visitation a commencé sa mutation début 2007, avec l'aménagement de bureaux témoins. Après l'attribution des marchés publics aux entreprises sélectionnées, les travaux ont été lancés le 4 juin 2008, pour une durée de plus de deux ans.
Le conseil départemental de la Haute-Vienne est installé depuis début janvier 2011 dans le bâtiment conçu par l'agence Brunet Saunier Architecture. 
La restauration de la chapelle en salle multi-usages (théâtre, salle d'expositions,…) a été achevée à l'automne 2015, et l'édifice a ouvert au public en septembre 2016.